# Asociación libre
La asociación libre es el método descrito por Sigmund Freud como la «regla fundamental»  o  «regla de oro» del psicoanálisis, constitutiva de la técnica psicoanalítica y que consiste en que el analizado exprese, durante las sesiones del tratamiento, todas sus ocurrencias, ideas, imágenes, emociones, pensamientos, recuerdos o sentimientos, tal cual como se le presentan, sin ningún tipo de selección, ni estructuración del discurso, sin restricción ni filtro, aun cuando el material le parezca incoherente, impúdico, impertinente o desprovisto de interés.

## Modo de aplicación en la clínica psicoanalítica
Las asociaciones pueden surgir de manera completamente espontánea (asociación libre propiamente tal, en sentido estricto) o inducidas por algún elemento de un sueño o por cualquier otro objeto de pensamiento (por ejemplo, una fantasía).
En un sentido lato, las asociaciones inducidas por una palabra-estímulo (por ejemplo, en los experimentos de asociación verbal de Francis Galton, Wilhelm Wundt o Carl Gustav Jung y la «Escuela de Zúrich», en torno al Hospital Psiquiátrico de la Universidad de Zúrich) también se han englobado en el concepto más general, aunque en  estricto rigor una asociación libre debe surgir espontáneamente, sin estímulo inductor. 
Para el psicoanálisis es justamente la observación de esta técnica esencial la que contribuye a que afloren las representaciones inconscientes, actualizando los mecanismos de resistencia. Cuanto más libres sean las asociaciones, tanto más probable será que los contenidos inconscientes aparezcan en la sesión analítica.
Con el objeto de que el analizando pueda asociar libremente de manera óptima, el encuadre o setting terapéutico debe garantizar que el paciente pueda estar tranquilo, relajado y, en lo posible, pobremente estimulado o influenciado por el entorno. En el encuadre clásico, que, sin embargo, muchos psicoanalistas no consideran obligatorio, esta condición se cumple al estar el analizando recostado en un diván, sin contacto visual con el psicoanalista, de modo que no se sienta observado, juzgado o evaluado por este último y pueda así concentrarse completamente en sus asociaciones. Para el analista este encuadre también sería conveniente, puesto que posibilita el ejercicio de una manera de escuchar que atiende de manera más pareja y neutral, lo que no solo facilita el flujo libre de asociaciones del paciente, sino que permite al analista que su interpretación ulterior sea menos sesgada, ya que se acercará así a recoger lo dicho por el analizando sin  juicios de valor, escuchando los contenidos ni siquiera como  «información», sino simplemente como material para el análisis.     
Mientras que la instrucción que el paciente (o analizando) recibe es sorprendentemente sencilla («hable de todo lo que se le ocurra, sin filtrar ni seleccionar»), atenerse a la regla suele resultar algo bastante más complejo, que requiere un cierto ejercicio y que establezca primeramente una relación de confianza entre el analista y su paciente. No resulta muy fácil dar libre curso a las asociaciones de ideas porque, por una parte, se trata de una práctica desacostumbrada (en ningún otro espacio social se espera que las personas hablen sin estructurar el discurso, prescindiendo además de seleccionar cuidadosamente los contenidos) y, por otra, se trata de vencer fuertes resistencias al análisis, conscientes e inconscientes.
En el caso de los niños, esta técnica no tiene aplicación, principalmente porque no estarían aún en condiciones de asociar libremente, al menos no a través del discurso verbal. Por eso, en el psicoanálisis con niños, sobre todo con los más pequeños, es la libre puesta en escena, a través del juego, lo que desempeña el rol fundamental en cuanto a aportes de contenidos inconscientes para el análisis. Respecto de este punto Melanie Klein y Anna Freud, dos psicoanalistas que trabajaron especialmente en el área infantil, tenían visiones muy contrapuestas: mientras la primera consideraba el juego un equivalente perfecto de la asociación libre, la segunda discrepaba totalmente de este enfoque.
La contrapartida de la asociación libre en el psicoanálisis es la, así denominada, "atención flotante" del analista y que consiste en que este escuche de una manera atenta, pero «plana» o pareja, sin valorar, juzgar o evaluar la relevancia de los elementos del discurso del analizado, sin jerarquizar u otorgar mayor importancia a ciertos contenidos en desmedro de otros, es decir, respetando las reglas de neutralidad y abstinencia.

## Fundamento teórico
La idea esencial es que, si se suprime la selección voluntaria de contenidos, se estará eliminando la segunda barrera defensiva (situada de acuerdo a la primera tópica freudiana entre el consciente y el preconsciente) con lo que quedará en evidencia la acción de la primera barrera defensiva, es decir, de la primera censura ubicada entre el preconsciente y el inconsciente.
Para Freud poner al desnudo las resistencias y luego analizarlas es absolutamente esencial para la cura y ello, a su vez, solo se lograría a través de la asociación libre.
La asociación libre, la interpretación de los sueños y el análisis de los actos fallidos constituyen las tres técnicas esenciales de la clínica analítica, siendo la primera absolutamente imprescindible y, según Freud, la que deslinda la técnica psicoanalítica de otras formas de acercamiento terapéutico.

## Historia del método en psicoanálisis
La asociación libre se fue instituyendo como método en el psicoanálisis de manera progresiva entre los años 1892 y 1898, sin que sea posible establecer con exactitud el momento preciso en que se la describe como técnica principal.
Si bien la asociación libre se desarrolla sobre la base de otros métodos pre-psicoanalíticos para la exploración del inconsciente (como por ejemplo la hipnosis o la catarsis) se diferencia de manera sustancial de estos dos últimos porque aspira a prescindir completamente de la sugestión.
En Estudios sobre la histeria, Freud relata que una paciente (Emmy von N.) le pidió expresamente durante su tratamiento en 1892 que cesara de intervenir en el curso de sus pensamientos y que la dejara hablar libremente, marcando este caso un hito inicial para el paulatino desarrollo de la técnica.
Más tarde, en una descripción que Freud realizó de su método en un difundido libro de L. Löwenfeld sobre las neurosis obsesivas, publicado en 1904 explica que a partir de su trabajo con Josef Breuer se fue dando cuenta de que la hipnosis solo podía producir resultados parciales y transitorios debido a que tenía la desventaja de no suprimir las resistencias del paciente, descubriendo entonces que era mucho más fácil el acceso al material inconsciente (afectos, recuerdos, representaciones) a través de la asociación libre. 
Finalmente,la asociación libre sustituyó definitiva y completamente al método catártico y se convirtió desde entonces para Freud y sus seguidores en la regla fundamental de la cura psicoanalítica: el medio privilegiado de investigación del inconsciente. Al correr de los años y con el surgimiento de diversas orientaciones teóricas y escuelas psicoanalíticas, el deslinde entre lo que es clínica psicoanalítica y lo que no es se fue haciendo muy difícil. Existe, sin embargo, cierto consenso académico y epistemológico en marcar esta frontera justamente en la aplicación de la asociación libre como regla fundamental de la técnica.

## La asociación libre en contextos externos al psicoanálisis
El método de la asociación libre se ha usado también en contextos no clínicos y extrapsicoanalíticos o en áreas que no tienen ninguna relación con lo terapéutico. Por ejemplo la conocida técnica de lluvia de ideas (Brainstorming) es una muestra de ello. También existen aplicaciones y derivados de la técnica en tests de selección de personal, en estudios de mercado o en técnicas de publicidad. Por otra parte, la asociación libre constituye el fundamento de muchos tests proyectivos de diagnóstico psicológico cuya respuesta no es estructurada, como por ejemplo el test de Rorschach o el Test de Apercepción Temática (T.A.T).
Los surrealistas franceses, adoptaron también ciertos rasgos del método de asociación libre, creando la técnica de la escritura automática, una especie de asociación libre por escrito, que Pierre Janet había utilizado ya antes de Freud. Más tarde, la asociación libre fue utilizada (también como técnica de creación literaria) por Jack Kerouac, uno de los principales representantes de la Generación Beat.
Por cierto, mucho antes de que Freud definiera la asociación libre como regla fundamental y precisara la forma de su aplicación en la cura psicoanalítica, existían otras técnicas asociativas previas. La primera (y la más destacada) es la técnica de Francis Galton, a quien se le reconoce como fundador de la psicología diferencial y de los test psicométricos. Galton desarrolló un experimento de asociación de palabras, una prueba consistente en 75 palabras escritas en tarjetas individuales con las que medía los tiempos de reacción hasta la primera asociación. Este mismo test, en versiones diferentes, así como con distintos matices y objetivos fue utilizado por Wundt, Kraepelin, Ebbinghaus y Carl Gustav Jung.